# Staat Malta
De Staat Malta (Engels: State of Malta; Maltees: Stat ta’ Malta), of kortweg Malta, was van 1964 tot 1974 een onafhankelijk land binnen het Gemenebest van Naties met de Britse koningin Elizabeth II als staatshoofd (een Commonwealth realm). Het land ontstond op 21 september 1964 toen de Britse kolonie Malta onafhankelijk werd. Op 13 december 1974 werd de monarchie afgeschaft en de Republiek Malta uitgeroepen.

## Bestuur
De Britse koningin Elizabeth II was staatshoofd van Malta als zijnde de Koningin van Malta (Engels: Queen of Malta, Maltees: Reġina ta' Malta). De koningin werd in haar functie vertegenwoordigd door een gouverneur-generaal. Tot 4 juli 1971 was dit Maurice Henry Dorman, daarna werd hij opgevolgd door Anthony Mamo. Na de uitroeping van de republiek werd Anthony Mamo de eerste president van Malta. 
Tot 21 juni 1971 was George Borg Olivier de premier van de Staat Malta. Hij werd opgevolgd door Dom Mintoff. 